# 三浦光村
三浦 光村（みうら みつむら）は、鎌倉時代中期の相模国の武将。鎌倉幕府御家人。三浦義村の四男。三浦泰村の同母弟。讃岐国守護を務めた。

## 経歴

### 公暁門弟・将軍側近
幼名は駒若丸。幼少時代は僧侶にすべく鶴岡八幡宮に預けられ、公暁の門弟となるが、後に実家である三浦氏に呼び戻されたようである。『吾妻鏡』での光村の初見は建保6年（1218年）9月、将軍御所での和歌会の最中に鶴岡八幡宮で乱闘騒ぎを起こして出仕を停止させられた記事である。この段階では駒若丸を名乗っており、この後に元服して光村と改名した。「光」の字は烏帽子親子関係を結んだ名越光時から偏諱を受けたものとされている。
貞応2年（1223年）には北条重時・結城朝広とともに新将軍・三寅（後の九条頼経）の近習に任じられる。以後、20年にわたって頼経の側近として仕えた。寛喜3年（1231年）に左衛門尉に任じられて検非違使を兼ね、以後嘉禎3年（1237年）に壱岐守、仁治2年（1241年）には能登守となり、寛元2年（1244年）に九条頼経が息子頼嗣に将軍職を譲ると、光村はこれを補佐する意図をもって評定衆の一人に加えられた。光村は武芸に秀でると共に管弦に優れ、藤原孝時から伝授を受けた琵琶の名手であった。
『吾妻鏡』によれば、寛元4年（1246年）3月、当時の讃岐国守護として光村の名が見える。当地には代官を派遣していた。

### 宮騒動・宝治合戦
3代執権北条泰時が死去すると、幕府は執権北条氏派と将軍派に分裂して対立を続け、寛元4年（1246年）に将軍九条頼経を擁する名越光時ら一部評定衆による5代執権北条時頼排除計画が発覚する（宮騒動）。この計画には光時の烏帽子子である光村も加担していたが、時頼は北条氏と三浦氏の全面衝突を避けたいという思惑から、光村の問題は不問に付して京に護送される頼経の警護を命じた。『吾妻鏡』によれば、光村は鎌倉に戻る際に頼経の前で涙を流し、「相構へて今一度鎌倉中に入れ奉らんと欲す」と語り、頼経の鎌倉復帰を誓ったという。また、この時に頼経の父で朝廷の実力者である九条道家と通じたとする見方もある。光村は道家を後ろ盾とした反北条・将軍派の勢力をまとめる急先鋒として、北条氏に危険視されていた。
翌宝治元年（1247年）5月28日、頼経が建立した鎌倉五大明王院を賞翫。『吾妻鏡』の同日条からこれが世を乱す源になったとされている。そして同年6月、ついに鎌倉で三浦一族と北条氏一派との武力衝突が起こると、光村は先頭に立って奮戦し、兄泰村に決起を促すが、泰村は最後まで戦う意志を示さず時頼と共に和平の道を探り続けた。だが総領泰村の決起がないまま、安達氏を中心とする北条執権方の急襲を受けた三浦氏側は幕府軍に敗れ、残兵は源頼朝の墓所・法華堂に立て籠もった。光村は「九条頼経殿が将軍の時、その父九条道家殿が内々に北条を倒して兄泰村殿を執権にすると約束していたのに、泰村殿が猶予したために今の敗北となり、愛子と別れる事になったばかりか、当家が滅ぶに至り、後悔あまりある」と悔やんだとされている。光村は兄の不甲斐なさを悔やみ、三浦家の滅亡と妻子との別れを嘆きながら、最後まで意地を見せ、敵方に自分と判別させないように自らの顔中を刀で削り切り刻んだのち、一族と共に自害した（宝治合戦）。
残された光村の妻は、後鳥羽院の北面藤原能茂の娘で、美貌で知られており、光村は殊に別れを惜しみ、最期の別れに互いの小袖を交換している。まだその余香が残る中での光村の死に、妻は悲嘆に暮れたという。赤子がいた光村の妻は、他の三浦一族の妻子と共に出家して鎌倉を追われた。三浦一族の墓は源頼朝法華堂東方の山腹にある。

## 略歴
- 寛喜3年（1231年）4月10日 - 蒙使、宣旨、左衛門尉。
- 天福元年（1233年）4月25日 - 叙爵。
- 嘉禎2年（1236年）7月20日 - 従五位上。
- 嘉禎3年（1237年）正月29日 - 壱岐守。
- 仁治2年（1241年）7月20日 - 能登守。
- 寛元2年（1244年） - 鎌倉幕府評定衆、前能登守。
- 寛元3年（1245年）4月8日 - 正五位下。
- 宝治元年（1247年）6月5日 - 誅、享年43。

## 関連作品
小説
- 永井路子『執念の家譜』（短編集『執念の家譜』に収録）1978年講談社（のち1985年講談社文庫）

テレビドラマ
- 『草燃える』（1979年、NHK大河ドラマ、演：京本政樹）
- 『北条時宗』（2001年、NHK大河ドラマ、演：遠藤憲一）
- 『鎌倉殿の13人』（2022年、NHK大河ドラマ、演：込江大牙）